# Allen Carr
Allen Carr (2. září 1934 – 29. listopadu 2006) byl britský autor knih o odvykání kouření a dalších psychických závislostech včetně závislosti na alkoholu. Založil síť klinik, které odvykají kouření jeho metodou the Easyway. Do roku 1983, než ve svých 48 letech přestal kouřit, kouřil třiatřicet let a v posledních letech až 100 cigaret denně.

## Začátky
Než Allen Carr přestal kouřit a začal se profesionálně věnovat problému kouření, živil se jako účetní. Provedl mnoho pokusů přestat kouřit a vždy trpěl silnými abstinenčními příznaky.
V posledních letech dokázal vykouřit i 100 cigaret denně, ovšem nikdy méně než tři krabičky denně. 15. července 1983 přestal kouřit natrvalo. Začal zkoumat, proč bylo tak jednoduché přestat kouřit, ale nemohl tomu přijít na kloub, než zjistil, že problém není nutno hledat v tom, proč to bylo tak jednoduché, nýbrž spíše proč se to zdá jiným kuřákům tak těžké. Začal se profesionálně věnovat problému závislosti na nikotinu a léčit z této závislosti kuřáky; nejdříve svou metodu používal na individuálních sezeních ve svém bytě a nakonec při skupinových seminářích. Dnes se tyto skupinové semináře konají po celém světě pod značkou Allen Carr’s EASYWAY®. V roce 1985 Carr napsal svou nejznámější knihu Snadná cesta jak přestat kouřit. Dodnes je to nejprodávanější kniha o odvykání kouření na světě.

## Filozofie Carrovy metody
Metoda EASYWAY je v principu protikladem tradiční „metody silné vůle“. Allen Carr tvrdil, že k tomu, aby člověk přestal kouřit, silnou vůli nepotřebuje. Potřebuje se pouze myšlenkově naladit do stavu, kdy nebude po cigaretách tesknit. Jestliže se takto kuřák naladí ještě během doby, co kouří, bude vyléčen ze své závislosti v momentě, kdy típne svou poslední cigaretu.
Metoda se zakládá na analýze a racionálním vhledu. Carr kuřákům vysvětloval, že samotná drogová (fyzická) závislost na nikotinu je poměrně slabá, kuřák při odvykání necítí žádnou fyzickou bolest, je to jen pocit prázdnoty. Skutečným problémem jsou podle něj pochybnosti. Kuřák sice chce přestat, avšak má pocit, že se musí něčeho vzdát, že cigareta je něčím skvělým, že uvolňuje, zbavuje stresu, zahání nudu, pomáhá se koncentrovat, umožňuje lepší relaxaci. Tyto mýty Carr argumentačně zpochybňoval a objasňoval jejich absurditu.
Carr se moc nezabýval zdravotními riziky kouření a dalšími negativními jevy, nezabýval se tím, proč by kuřák neměl kouřit, jelikož to on sám moc dobře ví. Carr se naopak zabýval tím, proč navzdory zjevným nevýhodám kuřák přesto dál kouří.

## Semináře
Metoda je z odborného hlediska kognitivně-behaviorální terapií. Kuřák si při účasti na semináři nebo při čtení knihy postupně uvědomuje skutečné důvody, proč kouří, a postupně začíná chápat hloubku a mechanismus své závislosti. Kliniky fungují v asi čtyřiceti zemích světa a celkově jich existuje kolem sta. Původně vznikly v Anglii a fungovaly jen na bázi doporučení.
Svou první kliniku otevřel Carr v domě v Raynes Parku v jižním Londýně, kde probíhají skupinová sezení.
Známými osobnostmi, kteří přestali kouřit díky metodě Allena Carra, jsou například Anthony Hopkins, Anjelica Huston, Ruby Wax, Johnny Cash a mnoho dalších.
Kurz se zpravidla skládá z jednoho sezení v trvání asi šesti hodin. Den konání semináře je pro kuřáka zároveň dnem D, kdy vykouří svoji poslední cigaretu, což se děje na závěr semináře. Jestliže se kuřákovi nepodaří po tomto semináři přestat kouřit, může absolvovat ještě jedno a maximálně dvě kratší sezení. Jestliže se kuřákovi ani po absolvování všech tří kurzů nepodaří přestat kouřit, platí tříměsíční záruka na vrácení peněz. Úspěšnost metody je na základě záruky na vrácení peněz devadesát procent a úspěšnost po jednom roce organizace uvádí asi 53 procent. Všichni instruktoři, kteří na sezeních léčí kuřáky ze závislosti, byli dříve též kuřáky, kteří přestali kouřit pomocí Carrovy metody.

## Názor na tzv. náhradní uspokojení
Allen Carr nedoporučoval v období odvykání používat jakékoli náhražkové produkty, např. žvýkačky, bonbóny a další, zvláště tehdy, když náhražka obsahuje nikotin. Vysvětloval, že budou-li kuřáci místo cigaret např. žvýkat žvýkačky, jen se v nich umocní pocit, že se museli něčeho vzdát a musejí to proto nahrazovat něčím jiným. Říkal, že abstinenční symptomy jdou snadno zaměnit s hladem, ovšem hlad uspokojíme jídlem, kdežto touha po nikotinu nejde uspokojit ničím jiným než nikotinem. Tedy i kdyby se kuřák žvýkačkami nacpal k prasknutí, nepomůže mu to a svou náladu si jenom zhorší.
Podobnou argumentaci používal při řešení problému se vzrůstem tělesné hmotnosti při odvykání kouření. Kuřák musí rozlišit, co je skutečný hlad a co jsou abstinenční příznaky. On sám poté, co přestal kouřit, zhubl třináct kilo. Vysvětloval, že kuřáci často příliš mnoho jedí, protože neustále trpí abstinenční symptomy, ale schopnost snést škodlivé látky je u každého individuální, což staví množství vykouřených cigaret určité hranice. Čili mnoho kuřáků v určitých chvílích radši jí, přestože nemají hlad, nýbrž trpí nedostatkem nikotinu.

## Názor na náhradní nikotin
Carr byl silný odpůrce tzv. náhradní nikotinové terapie, viz nikotinový sáček. Sice uznával, že některým kuřákům se podařilo přestat kouřit současně s užíváním těchto prostředků, ale tvrdil, že se jim to podařilo navzdory těmto výrobkům, nikoli jejich zásluhou. Jeho názor se dá ve stručnosti vyjádřit tak, že je absurdní léčit závislost na nikotinu užíváním nikotinu. Při náhradní nikotinové terapii není nikotin nahrazen, je to jen pokračování užívání nikotinu, udržení závislosti na něm a zbytečné prodlužování utrpení.
Původně se na Carra lékaři dívali s velkou dávkou skepse a byl považován skoro až za šarlatána; a to i přesto, že jeho metoda je založena čistě na zdravém rozumu a používá analytické myšlení. Dnes už tomu tak není, Allen Carr je i po své smrti považován za předního celosvětového odborníka na odvykání kouření a některé jeho argumenty i lékaři používají, chtějí-li svému pacientovi pomoci přestat kouřit. Přesto měl stále své odpůrce a mnozí jeho metodu neuznávali. Největší boj sváděl s firmami na náhradní nikotin. Tvrdil, že se mu spíše zdá, že místo toho, aby tyto firmy bojovaly proti tabákovým firmám a snažily se kuřáky vyléčit, jsou spíš jejich konkurenty a bojují o ten samý výsledek – aby člověk zůstal závislý na nikotinu. Na toto téma Carr krátce před svou smrtí napsal svou poslední knihu Scandal (The Nicotine Conspiracy: The Scandal The Establishment Don't Want You to Know About).

## Nemoc Allena Carra
V roce 2006 byl Allenu Carrovi zjištěn karcinom dlaždicových buněk, forma plicní rakoviny. Carr věnoval své poslední dny sebepropagaci jako příkladu nesmyslného riskování kouřením. Neví se, zda mu nemoc způsobilo jeho dřívější nezřízené, třiatřicet let trvající kouření, nebo pasivní kouření na seminářích, kdy léta léčil osoby závislé na nikotinu, kteří v místnosti mohli v přítomnosti Carra kouřit. Sám Carr se ovšem na vše díval velmi pozitivně. Tvrdil, že kdyby tenkrát nepřestal kouřit, už by byl dávno mrtvý, a byl vděčný za ta léta navíc. Zemřel v okruhu své rodiny, ve svém domě ve Španělsku, ve věku 72 let.